# Rudolf IV. (Vexin)
Rudolf IV. (frz.: Raoul; 1043 bezeugt, † 23. Februar 1074 in Péronne), war Graf von Valois, Crépy, Vitry, Amiens und Vexin sowie Vogt (avoué, advocatus) der Abteien Saint-Denis, Jumièges, Saint-Wandrille, Saint-Pierre in Chartres und Saint-Arnoul in Crépy-en-Valois.
Er war der Sohn des Grafen Rudolf III. von Valois und der Adèle de Breteuil.

## Leben
Rudolf war seiner Zeit einer der mächtigsten Fürsten im Norden Frankreichs. Er unterstützte zunächst den Grafen Odo II. von Blois gegen König Heinrich I., wechselte aber 1041 auf die Seite des Königs. Für ihn kämpfte er 1054 in der Schlacht von Mortemer gegen die Normannen, wurde aber von diesen gefangen genommen. Unstimmigkeiten zwischen seinem Kerkermeister Roger de Mortemer und Herzog Wilhelm ermöglichten ihm aber die Flucht. Nach dem Tod des Königs 1060 verfolgte Rudolf eigene Ziele. Er usurpierte die Herrschaft in Montdidier, indem er deren rechtmäßige Erben vertrieb. Der Tod seines Cousins Walter 1063 ermöglichte ihm im Jahr darauf die Übernahme der Grafschaften Vexin und Amiens.
Durch seine erste Ehe mit der dreifach verwitweten Adele († 1053), Tochter des Grafen Nocher III. von Bar, konnte er die Grafschaft Bar-sur-Aube seinem Besitz hinzufügen. Adele ist die Mutter seiner Kinder. In zweiter Ehe heiratete er Eleonore (Aliénore), die er nach 1061 verstieß, um eine dritte Ehe eingehen zu können.

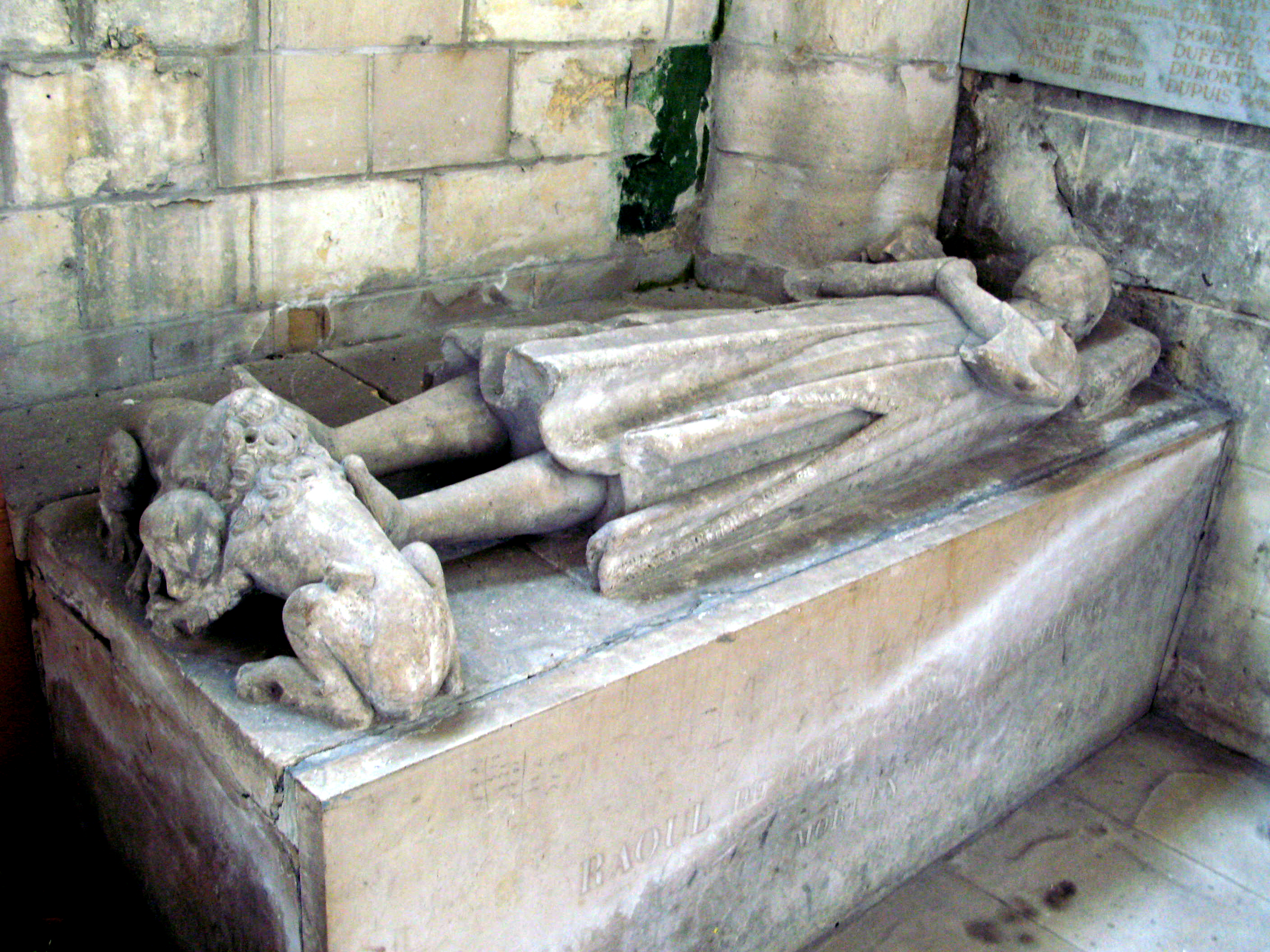
Liegefigur des Grabes von Rudolf von Valois in der Kirche von Montdidier

Bekannt ist Rudolf vor allem für diese dritte Ehe: Die Ehefrau war Anna von Kiew, Tochter des Großfürsten Jaroslaw dem Weisen von Kiew und Witwe des Königs Heinrich I. von Frankreich. Seit dem Tod des Königs 1060 führte Anna die Regentschaft für ihren unmündigen Sohn, König Philipp I. Als Rudolf und Anna heirateten, sorgte dies am Hof für einen Skandal und zum Bruch zwischen dem König und seiner Mutter. Um Anna ehelichen zu können, hatte Rudolf IV. seine zweite Ehefrau des Ehebruchs bezichtigt und verstoßen. Doch diese wandte sich mit Bitte um Intervention an Papst Alexander II. Nach einer offiziellen Untersuchung wurde die Ehe zwischen Rudolf und Anna für ungültig erklärt und die Trennung befohlen. Die Eheleute zeigten sich aber unbeeindruckt vom kirchlichen Entscheid und lebten weiterhin zusammen, was die Exkommunizierung Rudolfs zur Folge hatte. 
Zwischen 1071 und 1072 belagerte Rudolf die Stadt Péronne, die er schließlich einnahm. Er starb noch immer im Bann stehend 1074, dennoch wurde er in der Kirche Saint-Pierre in Montdidier bestattet. Nachdem sein Sohn Simon die Stadt an ihre rechtmäßigen Erben zurückgegeben hatte, ließ er am 22. März 1076 die Leiche seines Vaters in die Abtei Saint-Arnoul bei Crépy überführen. Der Anblick des Leichnams soll Simon so sehr schockiert haben, dass er den Entschluss gefasst habe, ein geistliches Leben zu beginnen.

## Die Kinder aus seiner ersten Ehe
- Gautier (Walter, X 6. September 1065/1067), 1053 Graf von Bar-sur-Aube
- Simon (1069 bezeugt; † 30. September 1080 in Rom), Graf von Amiens etc.
- Tochter, wohl Elisabeth, ⚭ Barthélemy de Broyes, Herr von Broyes und Beaufort († nach 1072) (Maison de Broyes)
- Adèle, Gräfin von Valois; ⚭ vor 1068 mit Graf Heribert IV. von Vermandois, 1077 Graf von Valois (Karolinger)
- Adélaide († 12. Mai 1193/1200); ⚭ vor 1061 mit Graf Theobald III./I. von Blois, Troyes etc. († 29./30. September 1089) (Haus Blois)

## Weblink
- Graf Rudolf bei medieval lands